# 葛西道生
葛西 道生（かさい みちき、1937年3月5日 - 2015年4月3日）は、日本の生物物理学者。大阪大学名誉教授。元日本生物物理学会会長。

## 人物・経歴
岐阜県岐阜市出身。1959年名古屋大学理学部物理学科卒業。大澤文夫研究室出身。1961年名古屋大学大学院理学研究科物理学専攻修了、理学修士、名古屋大学理学部助手。1964年名古屋大学より理学博士の学位を取得。1968年パスツール研究所CNRS研究員。1970年大阪大学基礎工学部助教授。1977年大阪大学基礎工学部教授。1992年日本生物物理学会会長。2001年大阪大学名誉教授、龍谷大学理工学部教授。2015年腎臓癌のため豊中市の病院で死去。